# Desert Shores (Kalifornija)
Desert Shores je naseljeno područje za statističke svrhe u američkoj saveznoj državi Kalifornija. Prema popisu stanovništva iz 2010. u njemu je živjelo 1,104 stanovnika.